# Paróquias Patriarcais Ortodoxas Russas na Finlândia

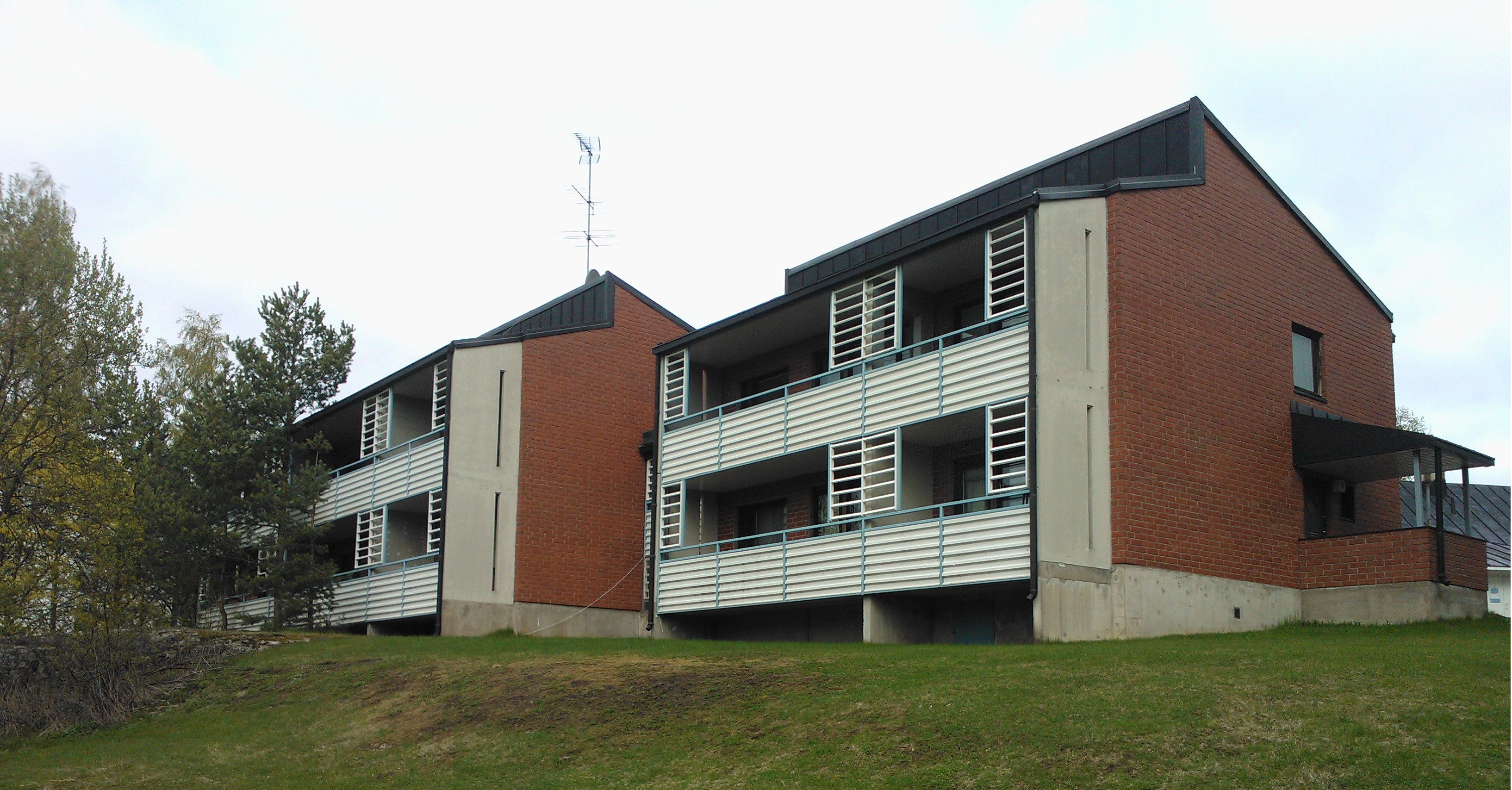
Representação da Igreja Ortodoxa Russa na Finlândia

As Paróquias Patriarcais na Finlândia (em russo:  Патриаршие приходы в Финляндии) ou Igreja Ortodoxa Russa na Finlândia (em russo:  Русская православная церковь в Финляндии, em finlandês: Venäjän ortodoksinen kirkko Suomessa) é a estrutura administrativa da Igreja Ortodoxa Russa, unindo paróquias na Finlândia que têm status estauropegial e se reportam diretamente ao Patriarca de Moscou através do chefe do Gabinete das Instituições Ultramarinas.
Em 19 de julho de 1999, por decisão do Santo Sínodo na Finlândia, foi estabelecida a Representação do Patriarcado de Moscou, cujas tarefas incluem manter contatos com as estruturas da Arquidiocese finlandesa do Patriarcado de Constantinopla e da Igreja Evangélica Luterana da Finlândia.
Desde 2004, a Representação do Patriarcado de Moscou na Finlândia publica o almanaque "Northern Blagovest".

## História
Não se sabe ao certo quando o cristianismo começou a ser pregado na atual Finlândia, mas no século XII já havia uma expansão do catolicismo romano em sua parte ocidental pela Suécia e do cristianismo ortodoxo pela República da Novogárdia em sua parte oriental. Estima-se que a Ortodoxia tenha chegado até a Tavastia, mas, após as Guerras sueco-novogárdias, que incluiu o envolvimento de exércitos papais pelo controle das terras ortodoxas, as fronteiras entre as duas nações pelo controle da atual Finlândia compuseram aproximadamente as fronteiras entre o cristianismo latino e o ortodoxo.
No século XVII, com a expansão da Suécia Reforma Protestante, a maioria dos fiéis ortodoxos da Finlândia ou fugiram para o Império Russo, formando a atual população do Oblast de Tver, ou se converteram, o que apenas foi restabelecido com a instituição do Grão-Ducado da Finlândia em 1809, sob o Império Russo. Em algumas partes isoladas do país, no entanto, principalmente em partes do leste da Finlândia e da Carélia, uma parte maior pôde manter a fé.
Com a declaração de independência da Finlândia em 1917, a Igreja Ortodoxa Finlandesa declarou sua autonomia do Patriarcado de Moscou. A primeira constituição do país, de 1919, deu à instituição o mesmo status legal da Igreja Luterana. Em 1921, a autonomia da Igreja foi emergencialmente concedida pelo Patriarca Ticônio de Moscou, o que seria apenas formalmente reconhecido pela Igreja Ortodoxa Russa em 1957. Em 1923, tornou-se parte autônoma do Patriarcado Ecumênico de Constantinopla.
Alguns dos ortodoxos na Finlândia queriam manter os modos tradicionais russos, como o uso do eslavo eclesiástico na liturgia e o calendário juliano, então formaram sua própria congregação. A primeira paróquia foi estabelecida em Vyborg em 1926. De 1931 a 1945, as paróquias ortodoxas na Finlândia estiveram vinculadas temporariamente ao Patriarcado Ecumênico de Constantinopla, sob o Metropolita Eulógio Georgievski do Exarcado da Europa Ocidental sediado em Paris.
Em outubro de 1945, o Metropolita Gregório (Chukov) de Leningrado e Novgorod, durante sua visita à Finlândia, reuniu as comunidades da Intercessão da Santa Mãe de Deus e de São Nicolau com o Patriarcado de Moscou, e em fevereiro de 1946, por decisão do Santo Sínodo da Igreja Ortodoxa Russa, os recebeu sob administração temporária, que durou até o final de 1954 (de 1953-1954 o bispo vigário de Luga, Miguel (Chub), auxiliou o metropolita na gestão das paróquias).

## Paróquias
Paróquias e templos:
- Paróquia Munkkiniemi da Intercessão da Santa Mãe de Deus, Helsinque;
- Paróquia de São Nicolau, o Milagroso, Hietaniemi, Helsinque;
- Igreja da Beata Xenia de São Petersburgo, Mellunmäki, Helsinque;
- Igreja da Assunção da Bem-Aventurada Virgem Maria, Turku;
- Igreja do Ícone da Mãe de Deus de Kazan, Pori.

## Administradores
- Gregório (Chukov) (1946 - 1953) - Metropolita de Leningrado e Novgorod;
- Miguel (Chub) (1953 - 1954) - Bispo de Luga, Vigário da Diocese de Leningrado;
- Nicolau (Yarushevich) (1954 - 1960) - Presidente do Departamento de Relações Externas da Igreja do Patriarcado de Moscou;
- Nicodemos (Rotov) (30 de maio de 1972 - 5 de setembro de 1978) - Metropolita de Leningrado e Ladoga (Novgorod);
- Cirilo (Gundiaev) (1978 - 1984) - Bispo de Vyborg, Vigário da Diocese de Leningrado;
- Filareto (Vakhromeev) (1985 - 1987) - Presidente do Departamento de Relações Externas da Igreja do Patriarcado de Moscou;
- Aleixo (Ridiger) (1987 - 1990) - Metropolita de Leningrado e Novgorod;
- Cirilo (Gundiaev) (1990 - atualmente) - Presidente do departamento de relações externas da igreja do Patriarcado de Moscou, Patriarca de Moscou e toda a Rússia.[12]

### Representante do Patriarcado de Moscou
- Arcipreste Vitor Liutik (1999 - atualmente)[4] - Reitor da Paróquia da Intercessão em Helsinque.[12]